# Ваальское межледниковье
Ваальское межледниковье (нем. Waal-Warmzeit, Waal-Interglazial), или Ваальский этап — межледниковый период эоплейстоцена на северо-западе Европы. Ему предшествовало эбуронское оледенение, а на смену ему пришло менапское оледенение. Это совпадает с частью гораздо более продолжительного бистонского похолодания на территории современной Великобритании. Разные источники датируют его по-разному. Оксфордский справочник даёт от 1,3 до 0,9 миллиона лет назад, а Британская геологическая служба от 1,6 до 1,36 миллиона лет назад. Однако на диаграмме международного органа по стратиграфическому датированию Международной комиссии по стратиграфии за 2020 год этот период показан как примерно от 1,6 до 1,4 миллиона лет назад.
Название межледниковья происходит от главного рукава дельты Рейнаа — Ваала.